# 三江镇 (连南县)
三江镇，是中华人民共和国广东省清远市连南瑶族自治县下辖的一个乡镇级行政单位。

## 行政区划
三江镇下辖以下地区：
三江社区、联红村、六联村、城西村、五星村、东和村、金坑村、塘冲村、内田村、大龙村和新和村。